# Luqa St. Andrew's Football Club
Il Luqa St. Andrew's Football Club è una società calcistica maltese con sede nella città di Luqa.
Il club, fondato nel 1934, non ha mai raggiunto la massima serie e milita dal 2025-26 nella National Amateur League, la terza divisione del calcio maltese.
Nel 2020-21 la squadra si è laureata campione in National Amateur League, ritrovando l'accesso alla seconda divisione dopo 45 anni.

## Palmarès

### Competizioni nazionali
- National Amateur League: 1

2020-2021